# Technická univerzita Mnichov
Technická univerzita Mnichov (TUM) (anglicky Technical University Munich, německy Technische Universität München) je technická vysoká škola založená roku 1868 v Mnichově. Profesoři a absolventi TUM získali celkem 17 Nobelových cen. V roce 2020 se univerzita podle QS University Rankings umístila na 50. místě na světě a na 1. místě v Německu.

## Kampus
Budovy TUM se nachází na několika místech:

### Německo

#### Mnichov
V centru Mnichova se nachází fakulty Architektury, Stavební, Elektrotechnická, Managementu, Politických Studií, Lékařská, Sportu a Tělovýchovy a fakulta Učitelství. Na kraji Mnichova, v Garchingu, se nachází fakulty Chemie, Informatiky, Strojní, Matematiky a fakulta Fyziky.

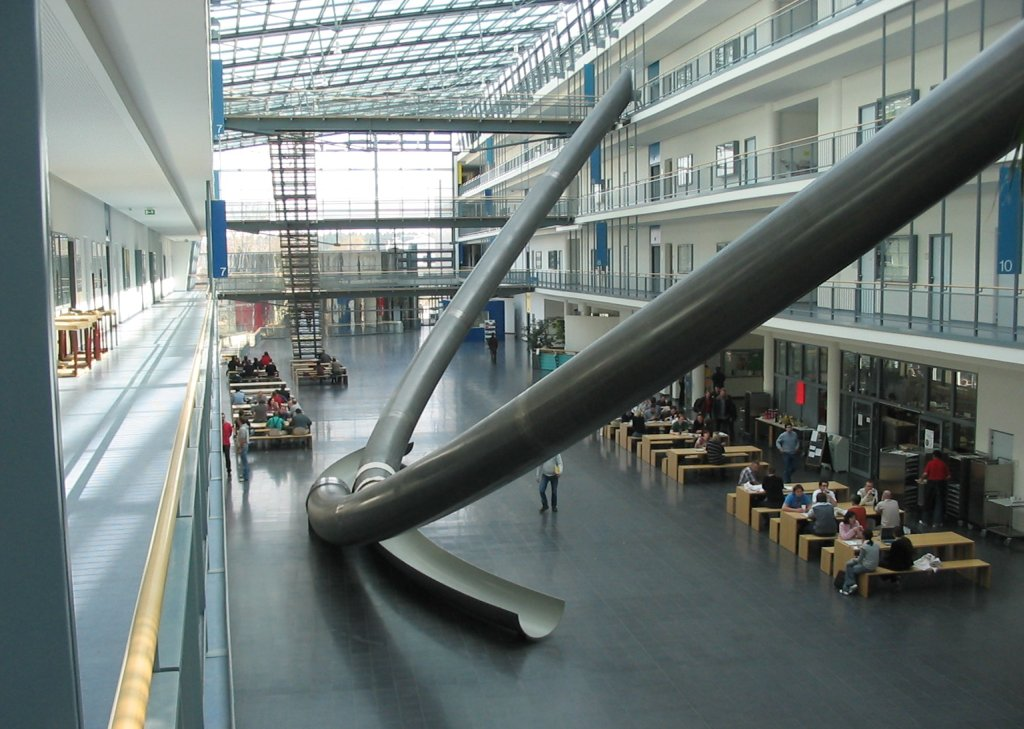
Vnitřek fakulty matematiky a informatiky v Mnichově (Garching)

#### Ostatní
- Freising: TUM Fakulta humanitních věd
- Straubing: Vědecké centrum
- Heilbronn: TUM Fakulta managementu

### Singapore
V roce 2001 TUM založil TUM Asia ve spolupráci s partnerskými univerzitami National University of Singapore and Nanyang Technological University. TUM Asia nabízí řadu bakalářských a magisterských oborů.

## TUM a nositelé Nobelovy ceny
S TUM je spojena činnost mnoha nositelů Nobelovy ceny – jsou nebo byli v době jejího udělení jejími profesory nebo dostali cenu za výzkum a objevy v době své činnosti na TUM nebo jde o její absolventy.
| 1927 – Heinrich Otto Wieland (chemie) 1930 – Hans Fischer (chemie) 1961 – Rudolf L. Mößbauer (fyzika) 1964 – Konrad Emil Bloch (medicína) 1973 – Ernst Otto Fischer (chemie) 1985 – Klaus von Klitzing (fyzika) 1986 – Ernst Ruska (fyzika) 1988 – Johann Deisenhofer (chemie) 1988 – Robert Huber (chemie) 1989 – Wolfgang Paul (fyzika) |  | 1991 – Erwin Neher (medicína) 2001 – Wolfgang Ketterle (fyzika) 2007 – Gerhard Ertl (chemie) 2016 – Bernard L. Feringa (chemie) 2017 – Joachim Frank (chemie) |